# Strangalia fortunei
Strangalia fortunei es una especie de escarabajo longicornio del género Strangalia, categorizada en la tribu Lepturini, de la subfamilia Lepturinae. Fue descrita por Pascoe en 1858.

## Descripción
Mide 13-15,5 mm de longitud.

## Distribución
Se distribuye por China.